# La reina de Indias y el conquistador
La reina de Indias y el conquistador es una serie web colombiana de drama histórico creada por Johhny Ortiz e inspirada en la historia que condujo al nacimiento de la ciudad de Cartagena de Indias, el buque de insignia de Las Américas. Está protagonizada por Essined Aponte como La India Catalina y Emmanuel Esparza como Pedro de Heredia.
Aunque estaba programada para estrenarse el 16 de mayo de 2020, Netflix movió el estreno de la serie sin razón alguna para el 20 de mayo de 2020 en toda Latinoamérica, excepto en Colombia. La serie se mostró por primera vez en televisión abierta el 17 de marzo de 2022 en Venezuela a través de Televen, y concluyó el 7 de junio de 2022.
En Colombia, la serie estaba prevista para estrenarse en televisión abierta en 2020 por Caracol Televisión, pero debido a la pandemia de COVID-19, fue pospuesto para el 13 de septiembre de 2022. Finalizó el 18 de noviembre de 2022.

## Trama

### Primera parte
La historia inicia en algún lugar del Nuevo Mundo, uno de los nombres históricos con que los europeos han denominado al continente americano desde finales del siglo XV como consecuencia del descubrimiento de América en 1492 por parte de los españoles. Catalina de Indias (Essined Aponte), una indígena que vivía tranquila en su aldea junto a su tribu es secuestrada por Diego de Nicuesa (Manuel Navarro). Este la lleva a Santo Domingo para ahí convertirla en «su mujer». Pero Catalina es salvada de las manos de Nicuesa gracias a Pedro de Heredia (Emmanuel Esparza), un español que llegó a Santo Domingo luego de huir de su natal España. Juntos embarcan en una aventura en la cual por causas del destino terminan escondiéndose en una cueva [...] ahí Pedro no sabía que Catalina no hablaba español y junto a ella decide intentar descubrir su nombre, pero al no conseguirlo, le coloca «Catalina». Días después va al mercado de Santo Domingo para buscar comida. Pero es capturado por Nicuesa, quien lo culpa de haberle quitado a su esclava. Por lo que es llevado a juicio con el gobernador—para dictar si debe morir o no—pero todo sale a su favor y el gobernador termina perdonándole la vida, pero a cambio de eso debe servir como esclavo para Fernando de Valenzuela (Luis Mesa).
Mientras tanto, Catalina es rescatada por Enriquillo (Carlos Kajú), un monaguillo que sirve para el Padre Bartolomé de las Casas (Kepa Amuchastegui), este le enseña a hablar y escribir en castellano—para así poder defenderse de Nicuesa— y poder optar a ser una indígena libre [...] después de varios meses, Catalina ya habla español perfectamente, y comienza la angustia por declararse libre para así evitar que Nicuesa pueda volverla su esclava. Después de varios conflictos entre Catalina y Nicuesa. Este último secuestra a Enriquillo para chantajearla con que se vaya con él a algún lugar del Nuevo Mundo. Pero gracias a Pedro, esto no ocurre.

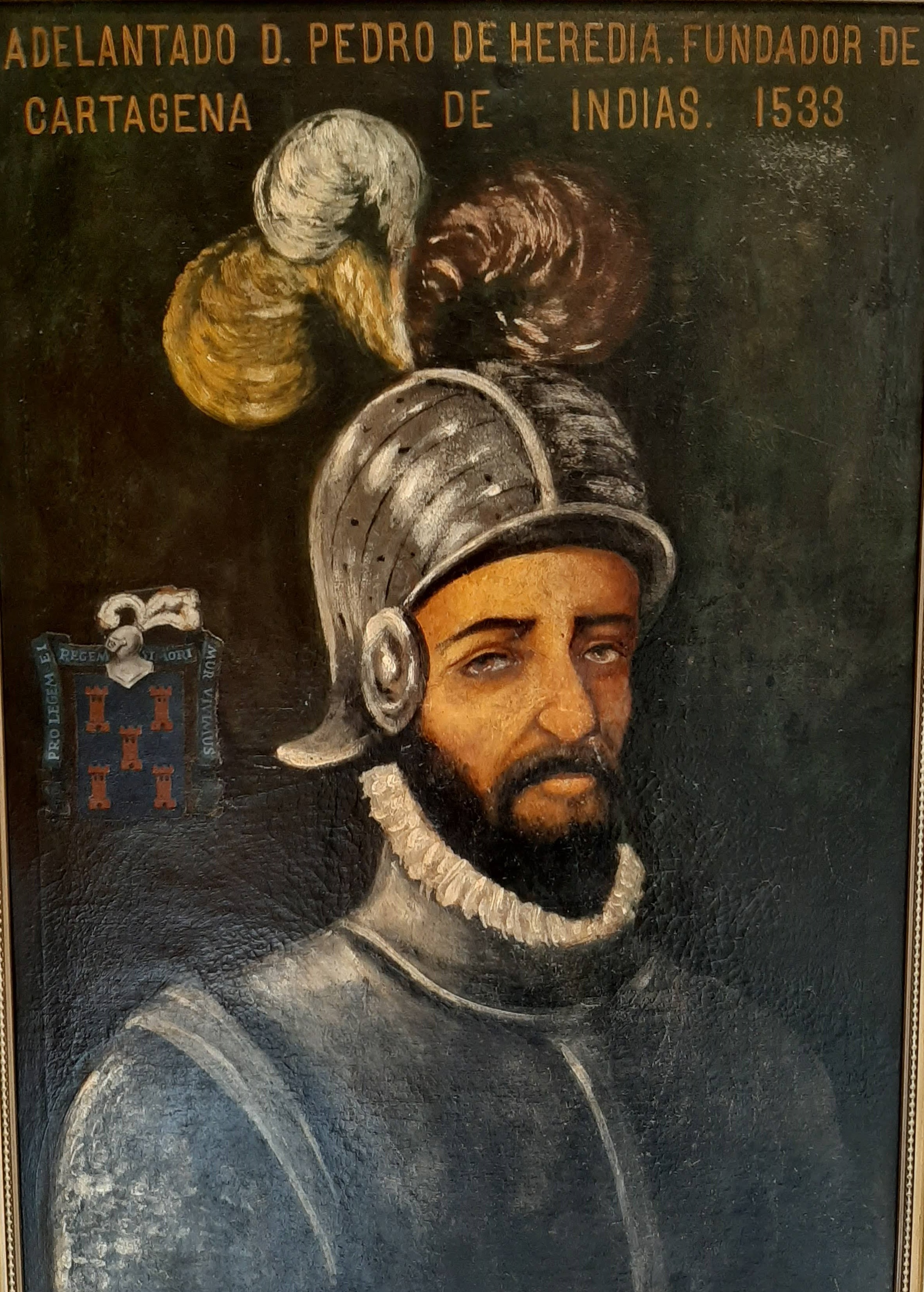
Pedro de Heredia quien es interpretado por Emmanuel Esparza es quien fundó principalmente Cartagena de Indias

Por otra parte, en Almería, España. Los problemas para la familia de Pedro no cesan, pues a raíz del asesinato que cometió Pedro [...] Juan Azula (Ángel Bayón) intenta por todos los medios hacer que Pedro pague por la muerte del hijo del duque de Cardona. Por lo que comienza a hacerle la vida imposible al hermano de Pedro, Alberto y su esposa Inés. Luego de Pedro enterarse de todos los problemas que ocurrían en España, decide volver para salvar a su hermano. Al regresar se entera de que tiene una hija llamada Sol, producto de su relación a escondidas con Constanza (Maia Landaburu), novia del hombre al que Pedro asesinó. Y posteriormente es encarcelado por las autoridades españolas. En un intento por defenderse le pide ayuda a Constanza y esta habla con la reina Isabel I de Castilla, para que el juicio de Pedro sea llevado a cabo con toda la legalidad que exige la corona y la Iglesia.
En Santa Marta—lugar al que llegaron Catalina y Pedro—ocurre lo peor para Catalina nuevamente, ya que al Pedro irse a España para salvar a su familia de las injusticias de Azula, esta queda en manos de Pedro Badillo y su esposa Gloria, quienes estaban atravesando por un mal momento, ya que Pedro asumió el puesto de gobernador de manera ilegal y utiliza a Catalina para poder pactar con el Cacique Etoc, y así evitar que el soldado Palomino, tome posesión del mandato de Santa Marta [...] pero todo se trata de un plan orquestado por Badillo y su mujer, para así poder asesinar a la familia del Cacique y a Palomino, y posteriormente culpa de Catalina de todo lo acontecido. Mientras tanto en España, Pedro para salvarse de ir a prisión por veinte años, le dice a la reina que puede ir a explorar el Nuevo Mundo para encontrar oro—esto sabiendo que Catalina anteriormente le había dicho acerca de un templo en su tribu con oro—. Al zarpar de vuelta a Santa Marta, se da cuenta de que Badillo traicionó a Catalina y que el mandato de él fue sustituido por otro hombre [...] y rescata a Catalina y juntos van a explorar el Nuevo Mundo para encontrar a la tribu de Catalina. Al llegar a una «isla desierta», Pedro y Catalina deciden tomar la iniciativa de fundar Cartagena de Indias, pero «solo como un plan a futuro». Pero lo que Catalina no sabe es que en realidad Pedro volvió solo para robarle todo el oro que existe en su Aldea «desconociendo que este solo lo hacía para salvar la vida de su hermano», quien tras el juicio quedó como garantía por seis meses. 
Luego de saquear a la Aldea de Catalina, Pedro huye inconsciente ya que había sido traicionado por su amigo José Buendía (Álvaro Benet). Catalina queda destruida, con ganas de vengarse de él [...] tiempo después, de que todo sale bien para Pedro y su familia, este vuelve a Cartagena de Indias para comenzar a construirla—y así poder cumplir la promesa que le hizo a Catalina—.

## Reparto
| - Essined Aponte como Catalina de Indias - Emmanuel Esparza como Pedro de Heredia - Manuel Navarro como Diego de Nicuesa, es un capitán que se obsesiona con Catalina. - Kepa Amuchastegui como Bartolomé de las Casas, es el padre de la Iglesia de Santo Domingo. - Carlos Kajú como Enriquillo, es el monaguillo de la Iglesia de Santo Domingo. - Fernando Bocanegra como Andrés Valenzuela, es el hijo de Fernando Valenzuela. - Sebastián Awazacko Soldado coroña española verdugo de los hermanos Heredia. - Luis Mesa como Fernando de Valenzuela, es el padre de Andrés y dueño de las minas en donde Pedro es obligado a trabajar. - Camilo Jiménez como Falla, es uno los lugarteniente de Nicuesa. - Ana Harlen como Mencía, es una esclava que trabaja para Andrés y su padre. - Adelaida Buscato como Genoveva, es una de las hermanas de la Iglesia de Santo Domingo. - Aroha Hafez como Beatriz, es la empleada de Don Fernando y su familia, ella sirve a la familia a raíz de que su marido le robó a Don Fernando y el gobernado la sentenció a pagar el crimen de su marido, obligándola a servir como empleada doméstica. - Hernán Cabiativa como Linares, es uno los lugarteniente de Don Fernando y Andrés. - Mauro Donetti como Gobernador, que mayormente decide quién vive o no. - Juan Pablo Acosta como Cosme, es el encargado de las embarcaciones y pasajes de Santo Domingo. - Wolframio Sinué como Cacique Galeras, es el padre de Catalina. - Gilma Escobar como Abuela de Toto - Ángel Bayón como Juan Azula - Gonzalo Sagarminaga como Francisco Gómez de Cardona - Ella Becerra como Gitana, es la gitana que predice el futuro de Pedro. - Lamberto García como Capitán Salcedo - Alejandro Bustacara como Miguel Torques - Félix Manzano como Villanueva | - Eduardo Canal como Patricio Gamarra, es el hombre que Pedro conoce en una embarcación rumbo a Santo Domingo, que posteriormente muere, dejando a Pedro la tarea de conseguir un lugar donde haya oro. - Sergio Alemán como Tolomeo - Maricarmen Regalado como Patricia Gómez de Valenzuela, es la esposa de Fernando Valenzuela y madre de Andrés. - Maia Landaburu como Constanza Franco, es la amante de Pedro en Almería, con quien posteriormente tuvo una hija llamada Sol. - Alejandro Rodríguez como Pedro Badillo, es el gobernador de Santa Marta y esposo de Gloria. - Cristina Warner como Gloria Badillo, es la esposa de Badillo. - Mercedes Salazar como Inés López, es la cuñada de Pedro y esposa de Alberto. - Álvaro Benet como José Buendía, es el amigo de la familia Heredia. - Alejandro Muñoz como Alonso Montes, es un médico amigo de la familia Heredia. - Lucho Velasco como Moa, es el curandero de la tribu del Cacique Galeras. - Eduardo Hernández como Jara, es uno de los hombres que estaba bajo el mando de Pedro, en su rumbo a buscar el oro que prometió a la corona. - Tahimí Alvariño como Isabel I de Castilla. - Ilenia Antonini como Luz. - Patricia Castañeda como Criada Carmela. - Juliette Arrieta - Fernando Campo - Jairo Camargo - Raúl Rufo como gobernador de Almería. |

## Producción
La serie está grabada en una resolución 4K de ultra alta definición. Se filmó en Colombia, concretamente en Sierra Nevada de Santa Marta, las orillas del Río Magdalena y Palomino, Villa de Leyva y Santa Fe de Antioquia.

## Recepción

### Crítica

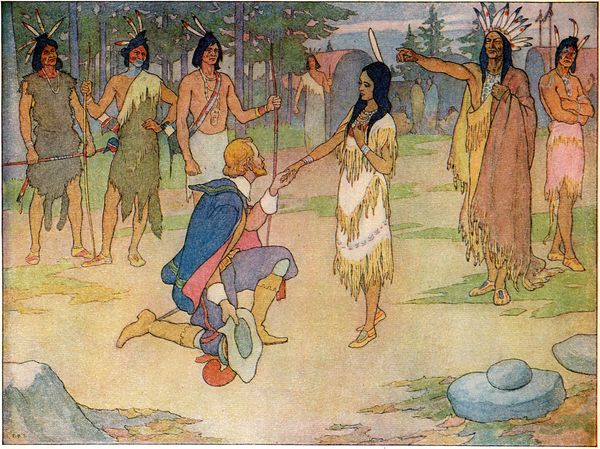
Neetha K de Meaww comparó la historia con el personaje de la película de Disney, Pocahontas.

John Serba de Decider quien en una revisión del primer episodio, comentó que Esparza representa exactamente lo que era Pedro de Heredia—un verdadero conquistador con un estatus de clase alta y una sed de conquista—además calificó la actuación del actor como «una cara rugosa con sed de damas y tal vez un poco de justicia». También comentó que no «ayuda mucho que la serie se aferre a lo [cursi] de muchas telenovelas como las de antes». Además culminó recalcando que «los valores de la producción son poco impresionantes, y que tiene un ritmo acelerado». Sin embargo esto le parece «aceptable»; a excepción de los gráficos de transición de cada escena «que hacen que un barco sobre el océano con animación sea digno de lo más cruel de las historietas de la Biblia de 1998».
Por otra parte, la crítica de Neetha K de Meaww no fue muy favorecedora al respecto con la veracidad de la historia y comentó que «al contar las historias en nombre de otra persona, los escritores caen víctimas del blanqueo de lo que realmente sucedió y, dado que el programa se cuenta desde el punto de vista del imperialista, la historia no es confiable». También comparó la historia con la película de Disney, Pocahontas. Señalando que «aquí, sucede lo mismo: una mujer nativa americana se enamora de un hombre blanco que terminó en el Nuevo Mundo debido a circunstancias imprevistas». Y por último comentó que la historia es similar a las telenovelas con «disparos exagerados y tramas lentas».

## Episodios
| N.º | Título        | Fecha de lanzamiento original |
| --- | ------------- | ----------------------------- |
| 1 | «Episodio 1»  | 20 de mayo de 2020            |
| Hace algunos años en algún lugar del Nuevo Mundo; el campamento en donde reside La india Catalina, es asediado por un grupo de españoles, liderado por Diego Nicuesa [...] estos la secuestran a ella y sus amigos para llevarlos a todos a Santo Domingo—lugar en el que son torturados y posteriormente vendidos—. Por otro lado está Pedro de Heredia, un joven español «mujeriego». En una noche, en un bar, Pedro conoce a una gitana que inmediatamente le dice cuál será su futuro. Al salir del bar, Pedro es apuñalado y torturado por un hombre de la nobleza que tenía celos y furia luego de enterarse de que este se acostó con su mujer. Mientras tanto Catalina, en Santo Domingo es amaestrada por Diego, quien al ver su belleza decide enseñarla buenos hábitos y modales—pero de una manera brusca—. Al paso de los meses Pedro se recupera de la puñalada que recibió. Luego decide ir a pasar la noche en el bar del pueblo [...] ahí se reencuentran con el misterioso hombre que lo apuñaló—ya que Pedro había recordado los zapatos de este—. Después de una pelea en el bar, Pedro asesina a este hombre y posteriormente huye del lugar, tomando rumbo desconocido en un embarque que «estaba destinado a ser entregado a los portugueses». Pedro en ese barco conoce a un hombre moribundo que le dice que si lo ayuda a sobrevivir, este lo volverá un hombre millonario. Al paso de unas horas, este hombre muere, y Pedro se aprovecha de la situación haciéndole creer a todos que el hombre que murió realmente era él, para darse a conocer a sí mismo ahora como Patricio Gamarra. Al embarcar en Santo Domingo, Pedro es interceptado por un grupo de hombres que quieren rescatar a dos prisioneros; tras huir del lugar, llega al Mercado de Santo Domingo—y allí por azares de la vida se cruza con Catalina—. |               |                               |
| 2 | «Episodio 2»  | 20 de mayo de 2020            |
| Luego de toparse con Catalina, Pedro le pide que no lo delate con los hombres de los cuales intentaba huir. A raíz de esto se interesa por Catalina e intenta ayudarla a escapar de las manos de Nicuesa [...] por lo que en un descuido del Capitán Nicuesa, Pedro huye con Catalina en un caballo, pero al huir Catalina es herida de bala. Ambos llegan a una cueva en donde se refugian, pero la herida de Catalina es muy grave, por lo que Pedro intenta conseguir algo de comida y hierbas medicinales para curarla [...] pasan los días y Pedro y Catalina siguen en la cueva, pero de pronto Pedro necesita salir a buscar más comida. Por lo que al llegar al pueblo no sospecha de que todos sabían quién era él e inmediatamente es capturado por Nicuesa y sus hombres y es llevado ante el gobernador para rendir cuenta de sus actos. Por otro lado, Catalina es rescatada por Enriquillo, un indio que al igual que ella trabaja para el Padre del pueblo. Pedro es juzgado por el rey, quien decide perdonarle la vida. Pero a cambio de eso, debe servir como esclavo en una mina de oro. Mientras tanto Enriquillo le enseña—a Catalina a leer, hablar castellano y escribir—. Meses después, Enriquillo es descubierto por una hermana de la Iglesia, quien luego de interrogarlo descubre que en una de las habitaciones está escondida Catalina, quien al darse cuenta de la situación, en vez de huir, decide dar la cara—diciendo sus primeras palabras en castellano—. |               |                               |
| 3 | «Episodio 3»  | 20 de mayo de 2020            |
| Pedro convence a Fernando de Valenzuela para que le permita ir al río cuesta arriba de las minas para encontrar más oro, ya que en donde están buscando actualmente ya no queda nada. Catalina mientras tanto está desesperada porque Nicuesa sospecha de que ella está escondida en la Iglesia. Por su parte el Padre Bartolomeo de las Casas idea un plan para bautizar a Catalina y darle la libertad absoluta para que nadie pueda reclamarla a excepción de sus «progenitores». Luego de regresar del río, Pedro junto con Linares regresan con buenas noticias. Ya que en donde estaban explorando encontraron oro. Y Pedro le pide a Fernando que le permita viajar—para poder buscar a Catalina—. |               |                               |
| 4 | «Episodio 4»  | 20 de mayo de 2020            |
| Comienza el juicio de Catalina contra Nicuesa. El Padre Bartolomeo pone sus cartas sobre la mesa, amenazando al gobernador de mandar una carta a la reina y el rey para que estos tomen una decisión respecto a Catalina. Por otra parte, Pedro quien recién llegaba a Santo Domingo se entera de que todo el pueblo está conmocionado por el juicio de Catalina y, sin saberlo, llegar al lugar en donde se encuentra Catalina [...] al reencontrarse ambos «se alegran», al enterarse de que ninguno de los dos estaba muerto. Posteriormente el gobernador al no poder ceder a los chantajes de Nicuesa procede a dictar una sentencia, en la que obliga al padre a pagarle a Nicuesa por la libertad de Catalina «esto para evitar un escándalo». |               |                               |
| 5 | «Episodio 5»  | 20 de mayo de 2020            |
| La hermana Genoveva se dirige al gobernador para entregarle una carta donde explica que se siente inconforme con el proceder de Enriquillo y el Padre. Luego de regresar a las minas a trabajar, Pedro nota que Mencía no se encuentra [...] por lo que la busca con desespero. Al encontrarla se da cuenta de que Mencía fue violada y maltratada por Linares. Posteriormente se arma un revuelo en las minas «y Andrés le dice a su padre que los esclavos son solo eso, esclavos,y puede tratarlos como le plazca». Tras discutir, Andrés le dispara por error a Don Fernando. Mientras tanto Catalina busca la manera de conseguir el dinero para pagar su libertad—y opta por entrar a la casa de Nicuesa y robarle—. Después de salvarse y recuperarse, Don Fernando le confía a Pedro la mina de oro y lo pone a cargo de todos los esclavos. |               |                               |
| 6 | «Episodio 6»  | 20 de mayo de 2020            |
| Beatriz traiciona a Pedro tratando de venderle información sobre él a Andrés, pero todo le resulta mal y termina siendo azotada. Por su parte, Pedro llega a la mina de oro y se da cuenta de que los esclavos se alzaron y asesinaron a Linares y a sus hombres. Mientras tanto, Catalina paga la deuda antes el gobernador para quedar libre. Nicuesa—al verse derrotado—secuestra a Enriquillo para chantajear a Catalina de que se zarpe con él a nuevas tierras por un año [...] Pedro al enterarse de esta noticia decide ayudarla, embarcándose a escondidas en la tripulación de Nicuesa [...] Por otro lado, Enriquillo corre peligro de muerte y la única manera de salvarlo—era si Nicuesa aceptaba decir en donde estaba—. Dentro del barco—Nicuesa es ahorcado por Pedro—, pero Catalina le dice a este último que no lo mate. Falla al darse cuenta del revuelo que se armó en contra de Nicuesa decide traicionarlo y asesinarlo, para así convertirse en el nuevo capitán. |               |                               |
| 7 | «Episodio 7»  | 20 de mayo de 2020            |
| Luego de la muerte de Nicuesa, Catalina y Pedro logran llegar a salvo a tierra firme, pero deben llegar rápido a la Iglesia para saber que pasó con Enriquillo. Al llegar Pedro es víctima de una emboscada orquestada por Andrés—quién lo culpa de haber asesinado a todos sus hombres en las minas de oro—. Posteriormente es llevado antes el gobernador para rendir cuenta de sus actos y se descubre ante todos que su verdadero nombre es Pedro, y no Patricio. Por su parte, Catalina y Enriquillo buscan la manera de salvarlo, y así llegan con Mencía. Mientras tanto, Beatriz le pide perdón a Pedro por traicionarlo. Y ambos orquestan un plan para poder escapar de la prisión. Pero todo les resulta mal y terminan siendo capturados. |               |                               |
| 8 | «Episodio 8»  | 20 de mayo de 2020            |
| Luego de haber armado un revuelo en Santo Domingo—en el que muere el gobernador—. Pedro y Catalina zarpan con rumbo desconocido a algún lugar en el Nuevo Mundo, con fe de encontrar la isla de donde proviene Catalina. Mientras tanto, en Almería ciudad de España; Alberto, el hermano de Pedro comienza a pagar las consecuencias de los actos de su hermano. Ya que, a raíz del descenso del antiguo gobernador, el nuevo es comprado por unos de los amigos de Francisco, un hombre de la nobleza que fue asesinado por Pedro en defensa propia. Por otra parte [...] Pedro le dice a Catalina que debe dejarla para ir a salvar a su familia, y que, la dejará en buenas manos, ya que el capitán del barco donde ambos zarparon, es amigo de él, y este puede ayudarla a encontrar a su gente. |               |                               |
| 9 | «Episodio 9»  | 20 de mayo de 2020            |
| Después de desembarcar, Pedro debe irse de inmediatamente a Almería; por lo que se despide de Catalina, y la deja en manos de Pedro Badillo, el hombre que puede ayudarla a encontrar a su gente. Mientras tanto en Armería, Juan Azula intenta por todos los medio de hacer que Alberto pague por la muerte de Francisco, encerrándolo en una prisión junto a un hombre moribundo que padece de la «Peste negra» [...] ya en su país de origen, Pedro mueve sus cartas para poder salir ileso del complot que Juan ha armado, por lo que se acerca a Constanza para pedirle que entregue una carta. Por otra parte—esta le oculta a Pedro que tiene un hijo—. Gloria convence a Badillo de que le diga a Catalina que intente negociar con unos indígenas para que su gobierno no sea derrocado. Y pedro cae preso junto a su hermano Alberto. |               |                               |
| 10 | «Episodio 10» | 20 de mayo de 2020            |
| Alonso logra que Azula ceda a liberar a Alberto de la prisión. Mientras tanto en Santa Marta todo parece ir bien ya que, Catalina logró que el Cacique Etoc y Badillo llegaran a un acuerdo [...] por otra parte, Gloria le dice a Catalina que la única manera de que exista la paz es «que todos trabajen por un mismo objetivo». Catalina al oír esto, decide ir a llegar a un acuerdo con Palomino, pero todo termina mal. De ahí en adelante, el Cacique Etoc es secuestrado y su familia asesinada. Posteriormente, Palomino es citado a un lugar afuera de la taberna del pueblo «por Catalina». Al llegar al sitio es golpeado por un hombre. Catalina desesperada y a punto de tomar el barco para ir a recorrer islas en busca de su hogar, es drogada por Gloria y Badillo. Luego despierta en un lugar desconocido manchada de sangre y un arma, junto al cadáver de Palomino. Gloria y Badillo comienzan a redactar una carta para la Corona de España—en la que culpan a Catalina exclusivamente de la muerte de los indígenas y Palomino—. |               |                               |
| 11 | «Episodio 11» | 20 de mayo de 2020            |
| Catalina llega al rancho del Cacique Etoc pero de pronto, se encuentra con este en el lugar—e intenta asesinarla—. Pero Catalina se defiende «diciendo que ella es la culpable de la muerte de su familia, y que no importa si muere en manos de él». El Cacique Etoc le perdona la vida y juntos comienzan un alianza para acabar con Badillo y su esposa. Mientras tanto en Almería, comienza el juicio de Pedro—donde se decidirá su suerte—. La reina Juana de Primera llega al juicio para constatar de que este se lleve a cabo con toda la legalidad que exige la corona y la iglesia. Tras demostrar su defensa, la reina decide que Pedro es inocente y que no debe morir. Por el contrario deberá pagar 20 años de cárcel [...] Pedro angustiado por la situación, decide proponerle a la reina que le permita viajar a algún del Nuevo Mundo para descubrir nuevas tierras y oro por un periodo de 6 meses, para así poder pagarle al duque y la corona los daños y perjuicios. Si esto no se llegase a cumplir, su hermano Alberto será ejecutado y Pedro será un traidor para la corona. Mientras tanto, Catalina detiene al Cacique Etoc para que este no acabe con la vida de Gloria. |               |                               |
| 12 | «Episodio 12» | 20 de mayo de 2020            |
| Pedro conoce a su hija Sol [...] mientras tanto, Constanza le dice a su empleada Flor que tiene planes de irse con él a explorar el Nuevo Mundo. Pero Pedro le dice que «salir a explorar nuevas tierras es muy peligroso para ella y su hija». Mientras tanto en Santa Marta, Catalina descubre que Badillo no hará nada al respecto para rescatar a su esposa. Al contrario, se entera de que este le dice a todo el pueblo que ella asesinó a Palomino y que el Cacique Etoc está orquestando un plan para alzarse contra él y el pueblo [...] después de enterarse de la decisión de Badillo, Catalina y Etoc deciden obligar a Gloria a escribir una carta «donde culpa a su marido de todo lo ocurrido en Santa Marta». Por otra parte, el hermano de Pedro es encarcelado como garantía de que Pedro volverá en 6 meses con todo el dinero que prometió dar a la corona—y su plan para conseguirlo es engañar a Catalina, quien es la princesa de un templo lleno de oro—. |               |                               |
| 13 | «Episodio 13» | 20 de mayo de 2020            |
| Pedro llega a Santa Marta para buscar a Catalina, pero se topa con que Badillo ha sido sucedido por un nuevo gobernador y que Catalina reside encarcelada por este. Por lo que él y José Buendía buscan una estrategia para poder rescatar a Catalina de las manos del Gobernador Lerma. Mientras tanto, Constanza le revela a Inés que Pedro es el papá de su hija. Después de rescatar a Catalina, Pedro zarpa de Santa Marta a rumbo desconocido junto con Catalina. |               |                               |
| 14 | «Episodio 14» | 20 de mayo de 2020            |
| Constanza busca por todos los medios hacer que Inés trabaje para ella como niñera de Sol, por lo que decide pedirle al Padre de la Iglesia que la despida [...] tras lograrlo, le dice que Azula le ha puesto una demanda por adulterio. Mientras tanto, Catalina y Pedro encuentran una isla y luego de «ver todo las tragedias que se viven en el Nuevo Mundo» fundan Cartagena de Indias [...] luego ambos zarpan a la isla en donde viven los familiares de Catalina, y esta se reencuentra con su padre el Cacique Galeras gracias a Pedro. Pero los problemas para ella no terminan ya que, Pedro solo la ayudó a encontrar a su tribu para así poder robarle todo el oro que está escondido en el templo sagrado y posteriormente huir a España. |               |                               |
| 15 | «Episodio 15» | 20 de mayo de 2020            |
| Después de ayudar a Constanza a salir del problema legal en que la metió Azula, Alonso intenta besarle pero esta le rechaza «aclarándole que aún ama a Pedro». Por otra parte, Buendía al ver tanto oro en el templo de la tribu de Catalina, decide traicionar a Pedro [...] y posteriormente secuestra al Cacique Galeras y a Pedro, y ordena el saqueo y la destrucción de la tribu indígena de donde proviene Catalina. Al zarpar rumbo a Almería el padre de Catalina se da cuenta de que todo fue un plan orquestado por Buendía y que Pedro no tuvo la culpa. Pero este y los pocos hombres de su tribu que iban con él, son vendidos a Falla. Catalina después de darse cuenta de la traición de Pedro, decide tomar venganza pero—primero empieza su rumbo a buscar a su padre—. Mientras tanto en Almería comienza el cierre del juicio de Pedro—y justo antes de dar la orden de acabar con la vida de Alberto—Pedro llega en el momento para entregarle a Azula y a la corona el oro que prometió. |               |                               |
| 16 | «Episodio 16» | 20 de mayo de 2020            |
| Después de lo ocurrido en la Aldea, Catalina llega a Santo Domingo y se entera de que Enriquillo murió por defender a Mencía [...] por lo que le pide al Padre que le entrene para poder vengarse de Pedro y todos los conquistadores que acabaron con su gente. Mientras tanto, Pedro llega a Cartagena de Indias y encuentra una tabla de un árbol cortado que llevaba consigo inscrita el nombre «Catalina de Indias»—dándole a entender que Catalina murió—. Por lo que con ayuda de sus hombres, decide empezar a fundar la ciudad que nunca pudo fundar con Catalina—años después—lo que era conocido como una simple isla abandonada, se convierte en una gran ciudad, en la cual Pedro es el actual gobernador [...] pero los problemas para la nueva Cartagena de Indias no cesan, pues Pedro no tiene el suficiente dinero para que la ciudad siga en pie. Y Catalina es enviada a la ciudad por parte del virreinato para constatar de que Pedro no sea un gobernador corrupto. |               |                               |
| 17 | «Episodio 17» | 20 de mayo de 2020            |
| Los problemas en Cartagenas comienzan para Pedro, pues poco a poco se va quedando sin dinero para satisfacer las necesidades del pueblo. Mientras tanto, Catalina comienza su plan de venganza en contra de Pedro y toda su familia, aprovechándose de que es la enviada del obispado para buscar una solución para parar la situación económica de Cartagena. Por otra parte, Alberto se embarca en una tripulación a escondidas de Pedro para poder buscar oro y llevar a Cartagena. |               |                               |
| 18 | «Episodio 18» | 20 de mayo de 2020            |
| 19 | «Episodio 19» | 20 de mayo de 2020            |
| 20 | «Episodio 20» | 20 de mayo de 2020            |
| 21 | «Episodio 21» | 20 de mayo de 2020            |
| 22 | «Episodio 22» | 20 de mayo de 2020            |
| 23 | «Episodio 23» | 20 de mayo de 2020            |
| 24 | «Episodio 24» | 20 de mayo de 2020            |
| 25 | «Episodio 25» | 20 de mayo de 2020            |
| 26 | «Episodio 26» | 20 de mayo de 2020            |
| 27 | «Episodio 27» | 20 de mayo de 2020            |
| 28 | «Episodio 28» | 20 de mayo de 2020            |
| 29 | «Episodio 29» | 20 de mayo de 2020            |
| 30 | «Episodio 30» | 20 de mayo de 2020            |
| 31 | «Episodio 31» | 20 de mayo de 2020            |
| 32 | «Episodio 32» | 20 de mayo de 2020            |
| 33 | «Episodio 33» | 20 de mayo de 2020            |
| 34 | «Episodio 34» | 20 de mayo de 2020            |
| 35 | «Episodio 35» | 20 de mayo de 2020            |
| 36 | «Episodio 36» | 20 de mayo de 2020            |
| 37 | «Episodio 37» | 20 de mayo de 2020            |
| 38 | «Episodio 38» | 20 de mayo de 2020            |
| 39 | «Episodio 39» | 20 de mayo de 2020            |
| 40 | «Episodio 40» | 20 de mayo de 2020            |
| 41 | «Episodio 41» | 20 de mayo de 2020            |
| 42 | «Episodio 42» | 20 de mayo de 2020            |
| 43 | «Episodio 43» | 20 de mayo de 2020            |
| 44 | «Episodio 44» | 20 de mayo de 2020            |
| 45 | «Episodio 45» | 20 de mayo de 2020            |
| 46 | «Episodio 46» | 20 de mayo de 2020            |
| 47 | «Episodio 47» | 20 de mayo de 2020            |
| 48 | «Episodio 48» | 20 de mayo de 2020            |
| 49 | «Episodio 49» | 20 de mayo de 2020            |
| 50 | «Episodio 50» | 20 de mayo de 2020            |